# 回転寿しトリトン

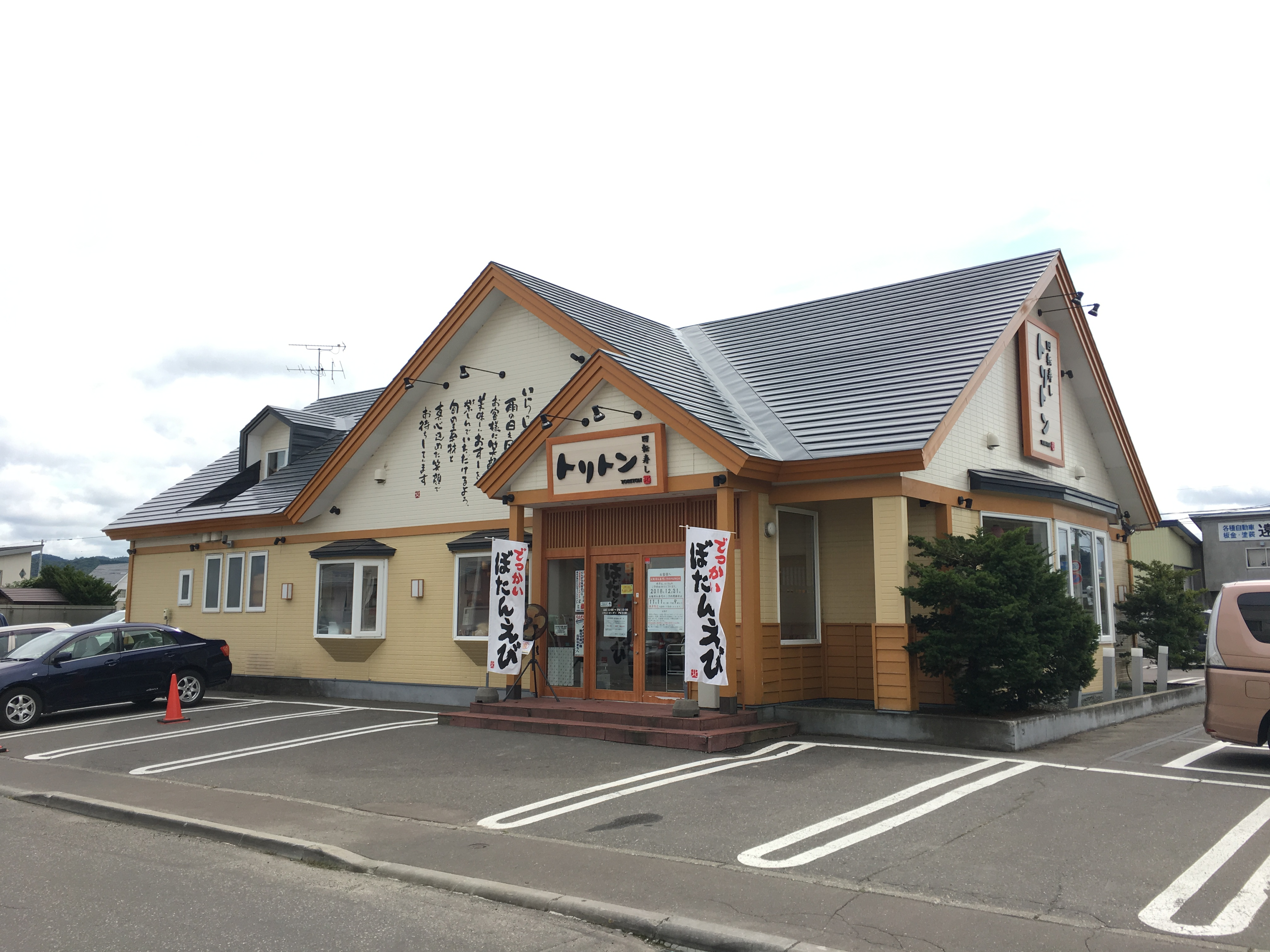
回転寿しトリトン遠軽店（紋別郡遠軽町）

海鮮寿しトリトン手稲店（札幌市手稲区）

回転寿しトリトンは、北海道北見市に本社を置く北一食品株式会社が、主に北海道で展開する回転寿司チェーンレストランである。

## 概要
2024年（令和6年）12月時点で北海道に14店舗、東京都に3店舗を展開し、そのうち2店舗（手稲店、アトレ品川店）は回転するベルトコンベアを設置していない新業態「海鮮寿しトリトン」として営業している。
オリコンが調査した、日本顧客満足度回転寿司のフードサービスランキングによれば、回転寿しトリトンが1位に輝いている。また、道内店舗は地元民に愛される店、都内店舗は東京で北海道を楽しめる店とも評される。